# Яр Браковщина
Яр Браковщина — балка (річка) в Україні у Краснопільській селищній громаді Сумського району та Боромлянській сільській громаді Охтирському районах Сумської області. Ліва притока річки Лисиця, басейн Боромлі.

## Опис
Довжина балки приблизно 11,72 км, найкоротша відстань між витоком і гирлом — 10,44  км, коефіцієнт звивистості річки — 1,12 . Формується декількома балками та загатами.

## Розташування
Бере початок на західній околиці села Мозкове Сумського району. Тече переважно на південний захід через села Мозкове Боромлю Охтирського району і впадає у річку Лисиця, праву притоку річки Боромля на північній околиці села Боромля (колишній хутір Лисиця).

## Притоки
- Яр Бабичиний - права притока, протікає на межі Краснопільської і Боромлянської громад, впадає у Яр Браковщина нижче села [Мозкове (Охтирський район)|Мозкове]]. У XIX столітті біля витоку існував хутір Лекарщина.
- Яр Доробанів - ліва притока у Боромлянській громаді, впадає у Яр Браковщина нижче села Мозкове.

## Цікаві факти
- На північній околиці села Боромля балку перетинає автошлях Н12[3] (автомобільний шлях національного значення на території України, Суми — Полтава. Проходить територією Сумської та Полтавської областей.).
- У XIX столітті на балці існувало багато водяних млинів[2].